# Blackburn Skua
Blackburn Skua (Блекбърн Скуа, на английски: Skua – Морелетник) е британски многоцелеви самолет, разработен от фирмата Blackburn Aircraft в средата на 1930-те г. Въпреки че определено не блести с някакви особени качества, на Blackburn Skua се пада честта да бъдат първите британски самолети, свалили противников самолет по време на Втората световна война, както и първите самолети в света, потопили голям боен кораб.

## Създаване
Blackburn Skua се появява в отговор на предявеното през 1934 г. от Въздушните сили на Кралския флот (Fleet Air Arm, FAA) техническо задание, обозначено като 0.27/34. Изискванията, предявени в него, са доста високи за времето си: според тях новият самолет трябва да бъде изработен изцяло от метал двуместен моноплан, да притежава висока скорост, закрита кабина и прибираем колесник, като може да съчетава функциите едновременно на пикиращ бомбардировач и далекообхватен изтребител за съпровождане. (В средата на 1930-те цялата британска военноморска авиация се състои от бавни биплани с неприбираем колесник и открити кабини.) В конкурса се включват голяма част от водещите по това време британски авиостроителни компании – Vickers-Armstrongs, Avro, Hawker Aircraft, Boulton Paul Aircraft и Blackburn Aircraft. След разглеждането на представените проекти за победител е избрана Blackburn с нейния Type В.24 и през април 1935 г. са поръчани два прототипа, обозначени като Blackburn D.B.1. Първият от тях, с двигател Bristol Mercury IX, е готов в края на 1936 г. и след задължителните наземни изпитания, прави първия си полет на 9 февруари 1937 г., а на 4 май 1938 г. полита и вторият прототип. Същевременно се работи и по внедряването на самолета в серийно производство: поради непрекъснато влошаващата се политическа обстановка в Европа и предвид остарялата си материална база, Кралският британски флот прави поръчка за 190 серийни машини още през юли 1936 г. – дори преди полета на първия прототип. Междувременно се оказва, че двигателите Mercury са „запазени“ за бомбардировачите Bristol Blenheim и изтребителите Gloster Gladiator, и се налага на серийните машини да бъдат заменени с Bristol Perseus XII, които макар и малко по-мощни, отстъпват на Mercury по всички останали показатели. Първият сериен Skua излита на 28 август 1938 г., три месеца след полета на втория прототип.

## Модификации
- Skua Mk.I – Първоначален вариант на машината с двигател Bristol Mercury IX. Въоръжение 4 х 7,7-mm крилни картечници и 1 х 7,7-mm картечница Lewis или Vickers K за защита на задната полусфера. Построени два прототипа.
- Skua Mk.II – Сериен вариант с двигател Bristol Perseus XII. При него има известно влошаване на летателните характеристики. Построени 190 серийни машини.
- Blackburn Roc – Развитие на самолета като изтребител, изпълнен по турелната (куполна) концепция (единственото му въоръжение са 4 х 7,7-mm картечници Browning в турелна установка зад кабината), подобно на изтребителя Boulton Paul Defiant.

## Оперативна история
Първата част, която се превъоръжава с новите самолети, е 800 Naval Air Squadron (800-тна Военноморска въздушна ескадрила) през октомври 1938 г., където Skua заменят безнадеждно остарелите Hawker Osprey.
Първата битка на Blackburn Skua е на 14 септември 1939 г. – на този ден вечерта патрулно звено открива немската подводница U-30 и я атакува. Този първи бой завършва плачевно за Skua, макар и по донякъде куриозна причина – пикиращите бомбардировачи хвърлят бомбите си от толкова малка височина, че два от тях са засегнати от взривовете на собствените си бомби и се разбиват в морето, а немската подводница остава невредима.
На 26 септември английско корабно съединение край остров Хелголанд открива немска патрулна летяща лодка Do-18. От самолетоносача Арк Ройъл, намиращ се в състава на съединението, излитат на прехват 9 Skua, а в същото време са забелязани още две летящи лодки и английските самолети, разделени на три тройки, ги атакуват. Две от немските машини се изплъзват, но един е свален от Skua с екипаж пилот Б. С. МакЮън (B. S. McEwen) и стрелец Б. М. Сеймур (B. M. Seymour). Това е първата официално потвърдена въздушна победа за Великобритания във Втората световна война.
Другото сражение, с което Blackburn Skua влиза в британската, а и в световната авиационна история, се състои на 10 април 1940 г., когато група от 16 Skua излита от базата Хатстън (RNAS Hatston), за да атакува немските кораби в току-що превзетото в хода на операция Везерюбунг норвежко пристанище Берген. Една от машините пада в морето поради отказ на двигателя, но останалите 15 откриват в пристанището лекия крайцер „Кьонигсберг“, повреден предишния ден от норвежката брегова артилерия. Крайцерът е обездвижен и това много улеснява англичаните – следва класическа атака с пикиране и немският кораб е улучен от три 227-kg бомби, а други две се взривяват в непосредствена близост до него. Пораженията са тежки и в 10:15 „Кьонигсберг“ потъва. Това е първият голям надводен кораб, потопен с атака от въздуха, както в британската, така и в световната авиационна и военноморска история. Английските загуби са три самолета, свалени от огъня на зенитната артилерия, като е загубен само един екипаж.
Освен при битката за Норвегия, самолетите Blackburn Skua са използвани активно и при осъществяването на операциите Динамо, Ариел, Катапулт и Заплаха, както и в бойните действия в Средиземноморието, Северна Африка и др. Тъй като още при избухването на Втората световна война, Blackburn Skua вече е морално остарял, активната бойна служба на тези самолети продължава до края на 1941 г., когато са изведени от бойните части и са преведени във втора линия, където изпълняват основно ролята на учебно-тренировъчни машини и буксировчици на мишени. Последният Blackburn Skua е изведен от въоръжение през март 1945 г.